# La revolución de julio (episodio nacional)
La revolución de julio es la cuarta novela de la cuarta serie de los Episodios nacionales de Benito Pérez Galdós, escrita en Santander y Madrid, entre septiembre de 1903 y marzo de 1904. y publicada ese año. El título hace referencia a la revolución de julio, más conocida como “la Vicalvarada”.
Galdós recupera el personaje del marqués de Beramendi –personaje que ya apareció en Las tormentas del 48–, que narra en su diario su rocambolesca vida mezclada con los acontecimientos históricos que vive la España de la mitad del siglo xix; relato que se abre con la descripción minuciosa del intento de regicidio del cura Merino, su encarcelamiento, los juicios a que fue sometido y su posterior ejecución. Otro histórico personaje retratado en este episodio es Francisco Chico, jefe de la policía de Madrid, asesinado durante la revolución de julio.

Chico, Jefe de la Policía. Presumo que este inmenso gato, buen conocedor de todos los agujeros donde se ocultan ratones y ratoncillos señalados por la ley, sabrá coger las vueltas a los ladrones de mujeres solteras o casadas. Hace tres días le vi en el Gobierno Civil: concertamos una entrevista en su casa; en ella estuve ayer y hablamos lo que voy a referir...
Capítulo VII (Galdós, 1904)

Asimismo, el escritor describe el secular ambiente de corrupción del gobierno de Luis José Sartorius, el auge del periodismo beligerante más o menos progresista y, como telón de la novela, la revuelta de los moderados ‘puritanos’ en Vicálvaro en junio de 1854, encabezados por Leopoldo O'Donnell (y que posteriormente se convertiría en una revolución de corte progresista liderada por Espartero).

Para contener el mal que me rondaba, y dar algún descanso a mis pobres huesos, me metí en el desalojado almacén de paños de la calle de Toledo, ahora convertido en cuartel general de la plebe, depósito de armas y algo que con optimismo burlón llamábamos víveres... Entramos. Vimos diversa gente; hombres fatigados que no podían moverse; otros que perezosos recogían objetos diversos para devolverlos a los hogares: botijos, sillas, colchones. En un rincón había heridos graves, rodeados de sus familias, que no sabían si dejarles morir allí o llevárselos a casa. Mujeres vi en actitud estoica, mujeres desesperadas... Mi cansancio físico no me permitía ya ni aun ser piadoso... Me interné por aquellas obscuras y destartaladas estancias, y fui a parar a la más interior, que cae sobre Cuchilleros. No podía yo con mi cuerpo ni con mi alma; en un montón de esteras que me brindaba las blanduras de un diván, me dejé caer, y estirándome todo lo que daban de sí brazos y piernas, sin llegar a las medidas del camastro, me dormí profundamente.
Capítulo XXXI (Galdós, 1904)

Como personaje fuerte femenino, esencia de la creatividad galdosiana, aparece Virginia del Socobio, protagonista del folletín que Ortiz-Armengol dignifica con el título de heroína de una nueva muestra de las novelas de «rusticación» escritas por Galdós.